# Methylidenkarben
Methylidenkarben je organická sloučenina se vzorcem :C=CH2. Jedná se o metastabilní protonový tautomer acetylenu, který lze zachytit pouze jako adukt. Tento bezbarvý plyn fosforeskuje ve vzdálené infračervené oblasti. Jedná se o nejjednodušší nenasycený karben.

## Názvosloví
Podle substitučního názvosloví lze tuto sloučeninu pojmenovat λ2-ethen a podle aditivního jde o dihydrido-1κ2H-diuhlík(C—C).
Methylidenkarben lze považovat za ethen, od kterého byly odtrženy dva atomy vodíku, či ethan se čtyřmi odtrženými vodíky. Látka má také neradikálový singletový základní stav, odpovídající diradikál se nazývá ethen-1,1-diyl nebo ethan-1,1-diylyliden a dlouhodobý tetraradikálový tripletový stav je ethan-1,1,1,2-tetrayl.
U methylidenkarbenu jako substituentu (=C=CH2) se používá název ethenyliden nebo vinyliden nebo systematický název ethen-1,1-diyl.

## Chemické vlastnosti
1λ2-ethendiylová skupina (>C=C) v 1λ2-alk-1-enech může přijmout nebo dodat elektronový pár a vytvořit tak adukty. Protože může methylidenkarben elektrony dodávat i přijímat, tak je Lewisovsky amfoterní.

### Struktura
Volný methylidenkarben se, s poločasem řádově 10−13 s, samovolně tautomerizuje na acetylen, přičemž aktivační energie této přeměny se pohybuje mezi 4 a 21 kJ/mol. Také se může autopolymerizovat na různé produkty, z nichž je nejjednodušší kumulen butatrien. Základní stav methylidenkarbenu je neradikálový singlet.
Přestože se volný methylidenkarben rychle přeměňuje na acetylen, tak jsou jeho adukty mnohem stálejší. [Ru(Cl2)(PCy3)2(CCH2)] se používá jako katalyzátor polymerizace norbornenu.

## Příprava
Většina methylidenkarbenu se vytváří jako adukt při ethynacích katalyzovaných přechodnými kovy:
MLn + HC≡CH → M(C=CH|2)Ln